# Loco citato
La expresión latina loco citato ('en el lugar citado'), cuya abreviatura es loc. cit., a menudo considerada derivada de locus citatum ('lugar citado'), es el término usado para aludir en una nota a una localización precisa mencionada anteriormente. Puede reemplazar a ibídem o incluso a opere citato aunque tienen ciertas restricciones en su empleo, por lo que no deben confundirse.

## Ejemplos
- Heisenberg, Werner, Physik und Philosophie, Buenos Aires, La Isla, 1990, pág. 46.
- Jaeger, Werner, Paideia, México, Fondo de Cultura Económica, 1996, § 6.
- Heisenberg, loc. cit..
- Jaeger, loc. cit..

En los dos últimos casos, la alusión remite tanto a la obra citada como a la página o capítulo específico, en estos casos, la página 46 y el capítulo 6 respectivamente. 